# Вулька-Смоляна (Мазовецьке воєводство)
Вулька-Смоляна (пол. Wólka Smolana) — село в Польщі, у гміні Брохув Сохачевського повіту Мазовецького воєводства.
Населення — 220 осіб (2011).
У 1975-1998 роках село належало до Варшавського воєводства.

## Демографія
Демографічна структура станом на 31 березня 2011 року:
|          | Загалом | Допрацездатний вік | Працездатний вік | Постпрацездатний вік |
| -------- | ------- | ------------------ | ---------------- | -------------------- |
| Чоловіки | 112     | 20                 | 80               | 12                   |
| Жінки    | 108     | 17                 | 67               | 24                   |
| Разом    | 220     | 37                 | 147              | 36                   |